# Primera División de Chile 1943
El Campeonato Nacional de Fútbol de la Primera División de 1943 fue el torneo disputado en la 11.ª temporada del fútbol profesional chileno, con la participación de diez equipos, todos de la ciudad de Santiago. 
El torneo se jugó en dos rondas con un sistema de todos-contra-todos.
El campeón del torneo fue Unión Española, que logró su primer campeonato nacional.
Cabe destacar que el trabajo de ese año de Unión Española fue conseguido por un plantel principalmente canterano, destacando jugadores como Luis Machuca, goleador del torneo y Mario Campaña Serrano  "La Hormiguita" quien solo vistió la camiseta de Unión en toda su Carrera.

## Tabla final
| Pos | Equipo               | PJ | PG | PE | PP | GF | GC | Dif | Pts |
| --- | -------------------- | -- | -- | -- | -- | -- | -- | --- | --- |
| 1   | Unión Española       | 18 | 9  | 8  | 1  | 39 | 26 | 13  | 26  |
| 2   | Colo-Colo            | 18 | 10 | 4  | 4  | 51 | 26 | 25  | 24  |
| 3   | Magallanes           | 18 | 10 | 4  | 4  | 47 | 29 | 18  | 24  |
| 4   | Green Cross          | 18 | 9  | 1  | 8  | 51 | 51 | 0   | 19  |
| 5   | Universidad Católica | 18 | 7  | 5  | 6  | 37 | 41 | -4  | 19  |
| 6   | Santiago Morning     | 18 | 7  | 3  | 8  | 45 | 51 | -6  | 17  |
| 7   | Badminton            | 18 | 6  | 4  | 8  | 36 | 39 | -3  | 16  |
| 8   | Universidad de Chile | 18 | 4  | 7  | 7  | 24 | 34 | -10 | 15  |
| 9   | Audax Italiano       | 18 | 4  | 6  | 8  | 29 | 35 | -6  | 14  |
| 10  | Santiago National    | 18 | 2  | 2  | 14 | 28 | 55 | -27 | 6   |

PJ=Partidos jugados; PG=Partidos ganados; PE=Partidos empatados; PP=Partidos perdidos; GF=Goles a favor; GC=Goles en contra; Dif=Diferencia de gol; Pts=Puntos
|  | Campeón |

## Campeón
|                        |
| Campeón Unión Española |
| 1.° título             |
|                        |